# Abwehr
L'Abwehr è stato il servizio di spionaggio militare tedesco dal 1921 al 1944.

## Storia

### Nascita
Il termine Abwehr significa "difesa" e fu utilizzato dalla Reichswehr, l'esercito della Repubblica di Weimar, per convincere gli alleati, all'indomani del Trattato di Versailles, dello scopo puramente difensivo dell'intelligence tedesca.
Con Ferdinand von Bredow ebbe un ruolo centrale nel tentativo di contrastare, da parte dell'aristocrazia militare tedesca, l'arrivo di Hitler alla Cancelleria del Reich, tramite un colpo di Stato militare guidato da Kurt von Hammerstein-Equord (segretamente appoggiato dal presidente Hindenburg) per ripristinare la monarchia ed eliminare nazisti, comunisti e socialdemocratici dalla scena politica.
Von Bredow formò un corpo di ufficiali di intelligence di grande livello, ma seppe anche creare un grande strumento politico delle correnti conservatrici che miravano una restaurazione della monarchia in Germania, capace di venire a conoscenza di informazioni riservatissime e di utilizzarle per la lotta al nemico, sia interno che esterno.

### La gestione Canaris

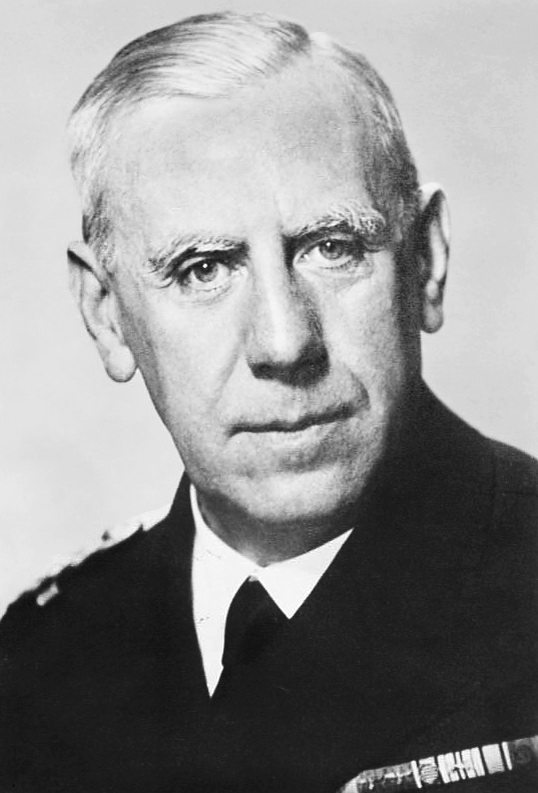
L'ammiraglio Wilhelm Canaris, direttore dell'Abwehr

Nonostante il nome implicasse la sola attività di controspionaggio, l'ammiraglio Canaris, assuntone il comando nel 1935, trasforma l'Abwehr della Wehrmacht in uno dei tre grandi apparati informativi di Hitler (accanto ai servizi segreti della polizia politica e delle SS) di gran lunga il più importante all'estero, dotandolo di una rete internazionale di circa 18.000 tra ufficiali e militari (agenti), a cui si aggiungono migliaia di informatori.
Il 4 febbraio 1938 esso cambiò denominazione in Amt Ausland Nachrichten und Abwehr (Ufficio Informazioni e Difesa per l'Estero).
L'Abwehr era alle dirette dipendenze dell'Oberkommando der Wehrmacht (OKW), il comando supremo delle forze armate tedesche, e ad esso facevano riferimento i servizi di informazione di Heer, Kriegsmarine e Luftwaffe. La sede centrale era in 76/78 Tirpitzufer di Berlino, adiacente all'OKW.

### Scioglimento
Le indagini relative all'attentato del 20 luglio 1944 contro Adolf Hitler evidenziarono che molti ufficiali dell'Abwehr (inclusi Canaris e Oster) erano stati coinvolti nel complotto o quantomeno ne erano a conoscenza. Il potente Canaris, Oster e altri vennero imprigionati e condannati a morte, l'Abwehr venne sciolto, i suoi uomini e mezzi vennero incorporati nel Amt VI del Reichssicherheitshauptamt, (RSHA, Ufficio Centrale della Sicurezza del Reich).

## Organizzazione
L'Abwehr aveva un ufficio Amtsgruppe Ausland ed una divisione operativa Abwehr Amt, a sua volta strutturata in una centrale amministrativa e tre dipartimenti funzionali. La struttura complessiva vedeva quindi cinque aree:
- Amtsgruppe Ausland : Informazioni generali e coordinamento, si occupava delle informazioni generali e della collaborazione con il ministero degli esteri del Reich . Venne sempre guidato dal Viceammiraglio Leopold Bürkner.
- Abteilung Z: dipartimento centrale che si occupava di organizzazione, personale, archivi, amministrazione. Assegnato al comando del colonnello (poi Maggior-generale) Hans Oster (1938-1943) e negli ultimi mesi, dal gennaio 1944, al colonnello Jacobsen.
- Abteilung Abwehr I - Nachrichtenbeschaffung: raccolta di informazioni e spionaggio attivo. Sotto il comando del colonnello Hans Piekenbrock (1937-1943) e poi del colonnello Georg Hansen (marzo 1943-1944).
- Abteilung Abwehr II - Sonderdienst: servizi speciali, sabotaggio e sovversione. Comandato dal maggiore Groscurth (1938-1939), poi dal colonnello Erwin Edler von Vivremont Lahousen (1939-1943) e infine dal colonnello Wessel Freiherr von Freytag-Loringhoven (luglio 1943-1944).
- Abteilung III - Abwehr: controspionaggio, anche in collaborazione con la Gestapo. Sotto il comando del generale Franz-Eccard von Bentivegni, con una parentesi del colonnello Heinrich (agosto-settembre 1943).

Il 15 ottobre 1939 venne autorizzata la creazione del battaglione Lehr und BauKompanie zV800, con funzioni di "gendarmeria segreta" posta alle dipendenze del dipartimento Abwehrabteilung II. Di seguito questo battaglione venne incluso nell'unità speciale Brandenburg.

## Direttori dell'Abwehr
I capi della Abwehr furono:
- colonnello Friedrich Gempp (1921 - 1927),
- maggiore Günther Schwantes (1927 - 1929),
- colonnello (poi maggior generale) Ferdinand von Bredow (1929 - 1932),
- contrammiraglio Conrad Patzig (1932 - 1935),
- ammiraglio Wilhelm Canaris (1935 - 1944).